# Долматовка (Тульская область)
Долматовка — деревня в Тульской области России.
В рамках организации местного самоуправления входит в городской округ город Тула, в рамках административно-территориального устройства — в Ленинский район Тульской области.

## География
Расположена в долине небольшого ручья, берущего начало к западу от деревни, а на востоке впадающего в Тулицу. К северу и к югу возвышаются небольшие безлесные холмы (236,5 и 217,5 м соответственно). За исключением указанных холмов и ближайшего берега Тулицы окрестности деревни покрыты лесом (преимущественно берёза и осина). Местность, находящаяся чуть севернее и северо-восточнее исторического ядра деревни, носит название «урочище Бурково» (или, возможно, Берково), далее на северо-восток, на другом берегу Тулицы — урочище Кисленка. Восточнее деревни проходит двойная ЛЭП напряжением 35 и 100 кВ.
На юго-востоке от Долматовки находятся село Бушово (на том же, что и Долматовка, правом берегу Тулицы) и деревня Страхово (на противоположном, левом берегу Тулицы). Западнее, у истоков ручья — деревня Журавлёвка, далее к западу — деревня Большие Байдики, принадлежащая уже к Ясногорскому району, у платформы Байдики Курского направления Московской железной дороги (ранее называлась 178 км). На северо-западе, за лесом, у железной дороги — деревни Средние и Малые Байдики, посёлок Железнодорожный, на севере, также за лесом — деревня Барыбино (все — Ясногорский район).

## История
Долматовка известна, по некоторым данным, с конца XVI века (не позже 1587 года). Первоначально принадлежала Зыбиным, как и соседнее Бушово. Согласно данным писцовых и межевых книг 1628—1639 годов, «сельцо Любовское, Далматовское тожъ», на реке Рыбенке, находилось на землях, принадлежавших Леонтею Третьяковичу Коптеву (как и соседнее Бушово) и Ивану Степановичу Хвощинскому, участками леса в окрестностях владел также Алексей Михайлович Кисленский (см. выше об урочище Кисленка и ниже о селе Кислинка). По переписной книге 1646 года владельцами земель села Далматовского уже числились Пётр и Ермолай Ивановичи Хвощинские, по переписной книге 1678 года земли сельца Далматовского, «Нелюбово тожъ», были поделены между Панкратом, Семёном, Захарием и Григорием Ермолаевичами Хвощинскими, Петром Ивановичем Хвощинским и Никифором Андреевичем Кисленским (по всей видимости, потомком А. М. Кисленского). Далматовское входило в Нюховский стан Тульского уезда.
Согласно Планам Генерального межевания Тульского уезда 1790 года, «деревня Долматовка» расположена на речке Зыбинке (возможно, название произошло от фамилии прежнего владельца деревни), которая сливается с речкой Рыбинкой перед впадением в Тулицу. Севернее, за лесом — овраг Зыбинский (вероятно, та же этимология, что и у реки), южнее, на опушке леса — овраг Безгинский, ещё южнее, снова в лесу — овраг Журавлёв (см. Журавлёвка). Ближайшим населённым пунктом было село Страхово, находившееся на берегу Тулицы к северо-востоку от Долматовки, за нынешним урочищем Бурково. Современная деревня Страхово, помещавшаяся на том же месте, что и сейчас, называлась Большая Страхова. Село Страхово (или же Малое Страхово) называлось также Кислинка. В 1984 году Кислинка исключена из списка населённых пунктов в связи с отсутствием жителей, от села осталось лишь одноимённое урочище.
В 1857 году в деревне «Хвощня (Далматовка)» проживало 88 человек. Данный вариант названия, вероятно, связан с фамилией прежних владельцев Хвощинских. На Специальной карте Европейской России И. А. Стрельбицкого, составленной в 1865—1871 годах (лист 58, 1871 год), деревня «Долматова» находится в категории селений и деревень размером от 10 до 20 дворов. Подворная перепись 1910—1912 годов говорит уже о двух отдельных деревнях Торховской волости Тульского уезда — «Хвощино» (10 дворов, 73 человека) и «Далматовке» (27 дворов, 131 человек). Переиздание карты Стрельбицкого от 1918 года даёт те же данные по числу дворов в деревне Долматовой, что и карта 1871 года — от 10 до 20.
По состоянию на начало 1940-х годов несколько северо-восточнее Долматовой (24 двора) находилось поселение Хвощина-Буркова (11 дворов). Возник этот населённый пункт, как можно предположить, в результате объединения отделившейся от Долматовки деревни Хвощино с существовавшей отдельно, при колодцах, деревней Бурково (37 человек в 1857 году, 9 дворов и 74 человека в 1915—1916 годах, согласно клировым ведомостям). В 1986 году деревня Бурково исключена из списка населённых пунктов в связи с отсутствием жителей, от неё осталось лишь одноимённое урочище, ныне застроенное по факту входящими в черту Долматовки дачами.
В 1857—1916 годах Долматовка, находясь на расстоянии 1 версты от Бушово, входила в приход православного храма иконы Казанской Божией Матери в этом селе, как и другие окрестные населённые пункты (Кислинка, Бурково и др.).
До 1990-х гг. деревня входила в Архангельский сельский совет Ленинского района Тульской области, с 1997 года — в Октябрьский сельский округ.
В рамках организации местного самоуправления с 2006 до 2014 гг. деревня включалась в сельское поселение Рождественское Ленинского района. С 2015 года входит в Зареченский территориальный округ в рамках городского округа город Тула.

## Современное состояние
На сегодняшний день деревня Долматовка, почти не имея постоянного населения, объединяет несколько дачных товариществ — «Берково», «Лесное» и «Родник». Дачными домами застроено как историческое ядро деревни, так и районы северо-восточнее (урочище Бурково), западнее и северо-западнее (один из истоков ручья, на котором стоит Долматовка, здесь устроены пруды).

## Население
| 2010 |
| ---- |
| 1    |

По состоянию на 1989 год, в деревне проживало около 10 человек. По данным переписи 2002 года, в деревне проживало 5 человек (2 мужчины, 3 женщины), 100 % населения составляли русские.

## Памятники
- Стела (железный стенд) с именами героев-односельчан, павших в боях за Родину в 1941—1945 годах, установленная в послевоенное время у дома также погибшего в ВОВ Героя Советского Союза С. Н. Судейского силами машиностроительного завода «Штамп» имени Б. Л. Ванникова, на котором до войны работал Сергей Судейский
- Обелиск «Героям-односельчанам д. Долматовка», посвящённый Герою Советского Союза С. Н. Судейскому, уроженцам деревни, погибшим в годы Великой Отечественной войны и умершим после войны, с именами героев (всего — 42 человека), открыт в 2014 году[11][12][13]

## Люди, связанные с деревней
- Судейский, Сергей Николаевич — уроженец Долматовки, Герой Советского Союза (посмертно), участник десанта Ольшанского

## Галерея

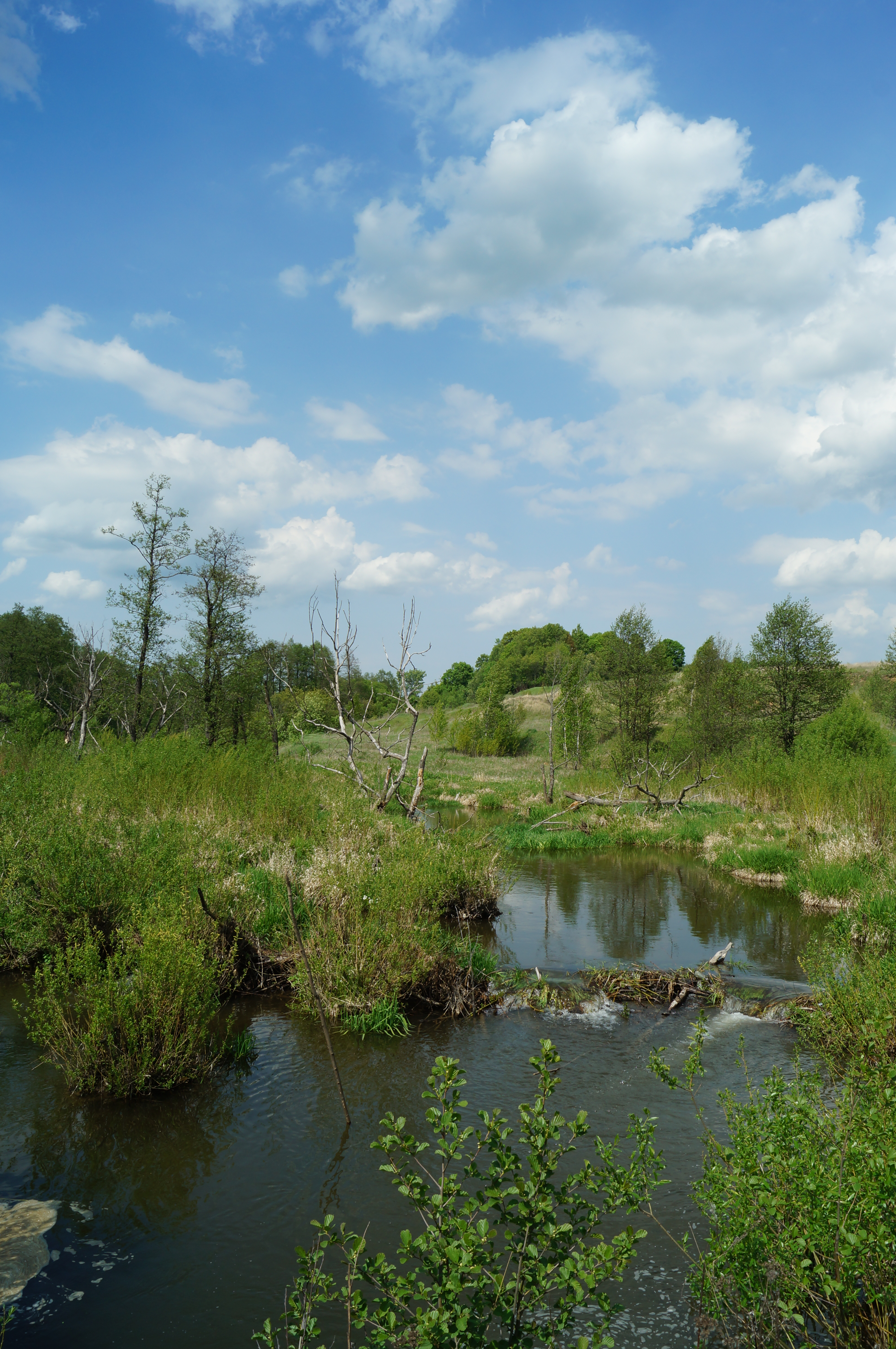
Река Тулица в районе садового товарищества «Берково»
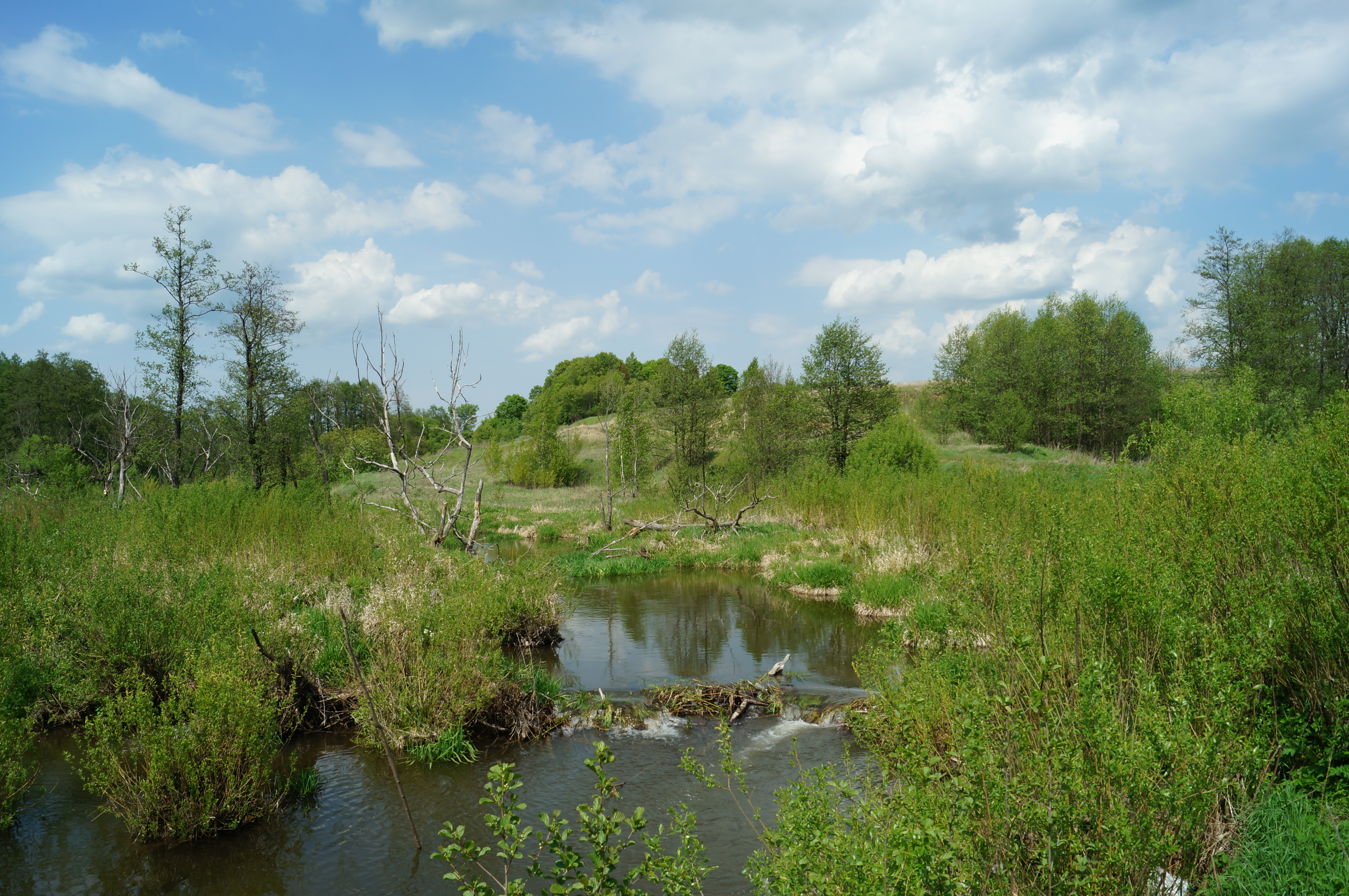
Река Тулица в районе садового товарищества «Берково»
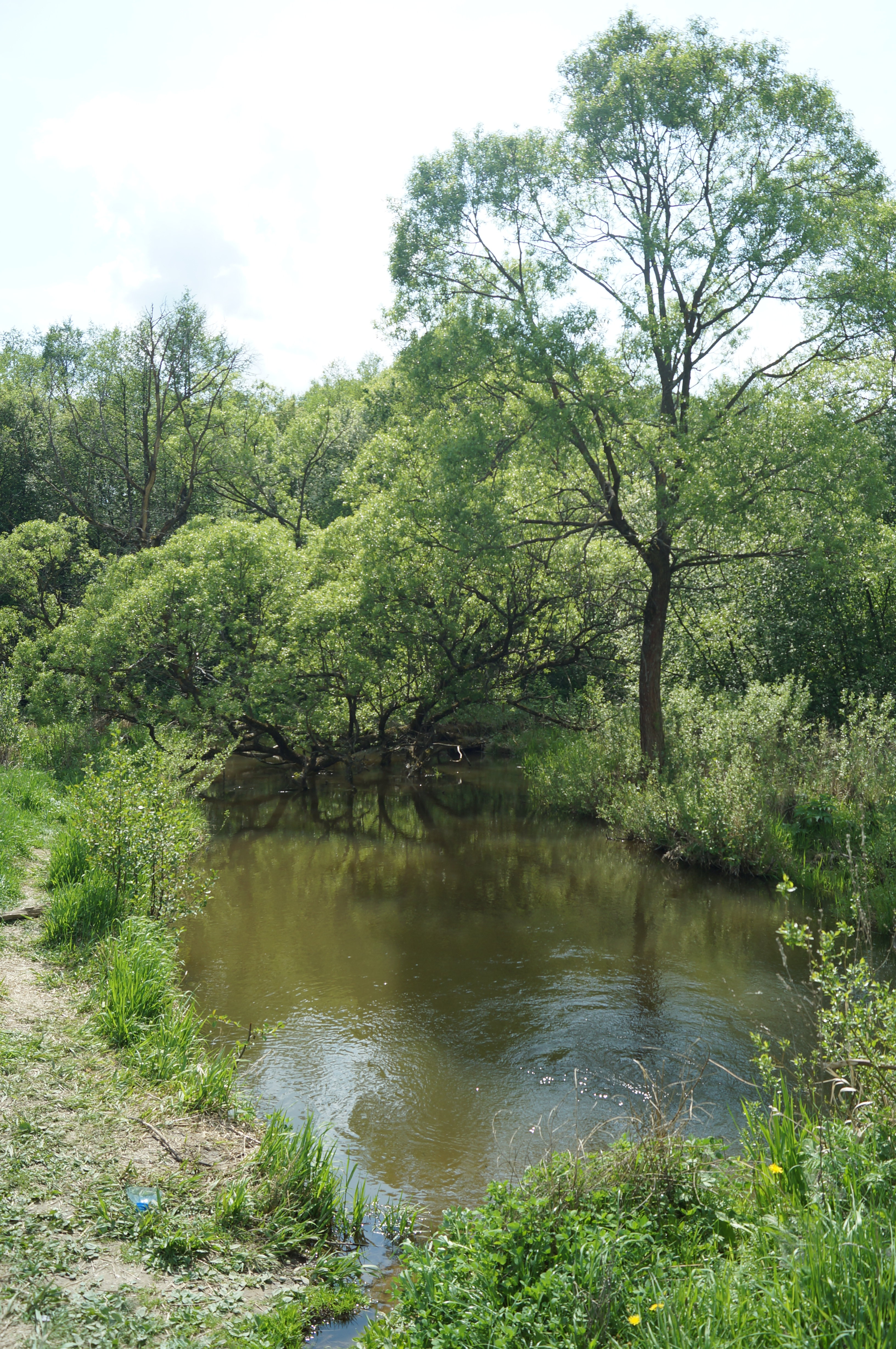
Река Тулица в районе садового товарищества «Берково»